# Druga županijska nogometna liga
Druga županijska nogometna liga ili 2. ŽNL predstavlja šesti – osmi razred nogometnih liga u Hrvatskoj.
Pobjednici 2. ŽNL u pravilu popunjavaju 1. ŽNL.     
Do sezone 2006./07. Druge županijske nogometne lige su predstavljale peti razred nogometnih liga u Hrvatskoj, da bi privremenim stvaranjem 4. HNL postale šesti razred nogometnih liga.   
Zbog nedostatka potrebnog broja klubova 2. ŽNL ne postoji u sljedećim županijama, Ličko-senjskoj i Šibensko-kninskoj.

## 2. ŽNL u sezoni 2008./09.
2. ŽNL predstavlja 17 zasebnih liga, podijeljenih u više skupina i to:
- 2. ŽNL Bjelovarsko-bilogorska

(sastoji se od 14 klubova) 
- 2. ŽNL Brodsko-posavska

(sastoji se od 48 klubova podijeljenih u 3 skupine: - centar (16), istok (16) i zapad (16))
- 2. ŽNL Dubrovačko-neretvanska

(sastoji se od 10 klubova) 
- 2. ŽNL Istarska

(sastoji se od 14 klubova)
- 2. ŽNL Karlovačka

(sastoji se od 14 klubova)
- 2. ŽNL Koprivničko-križevačka

(sastoji se od 14 klubova)
- 2. ŽNL Krapinsko-zagorska

(sastoji se od 9 klubova)
- 2. ŽNL Međimurska

(sastoji se od 28 klubova podijeljenih u dvije skupine – istok (14) i zapad (14)) 
- 2. ŽNL Osječko-baranjska

(sastoji se od 70 klubova, podijeljenih u 5 skupina - Osijek (10), Našice (14), Beli Manastir (14), Đakovo (16), Valpovo – Donji Miholjac (16)) 
- 2. ŽNL Požeško-slavonska

(sastoji se od 15 klubova)
- 2. ŽNL Primorsko-goranska

(sastoji se od 9 klubova)
- 2. ŽNL Sisačko-moslavačka

(sastoji se od 12 klubova)
- 2. ŽNL Varaždinska

(sastoji se od 21 kluba podijeljenih u dvije skupine - istok (9) i zapad (12))
- 2. ŽNL Virovitičko-podravska

(sastoji se od 14 klubova)
- 2. ŽNL Vukovarsko-srijemska

(sastoji se od 35 klubova podijeljenih u 3 skupine - Vinkovci (12), Vukovar (12) i Županja (11))
- 2. ŽNL Zadarska

(sastoji se od 10 klubova)
- 2. Zagrebačka nogometna liga (Grad Zagreb)

(sastoji se od 12 klubova)
- 1. Zagrebačka županijska liga

(sastoji se od 32 kluba podijeljena u dvije skupine – istok (16) i zapad (16))

## Vanjski izvori
- Nogometni savez Bjelovarsko-bilogorske županije
- Županijski nogometni savez Brodsko-posavske županije
- Nogometni savez Županije Istarske
- Lokalni nogomet  Arhivirana inačica izvorne stranice od 3. veljače 2009. (Wayback Machine)
- Međimurski nogometni savez  Arhivirana inačica izvorne stranice od 16. veljače 2009. (Wayback Machine)
- Županijski nogometni savez Osječko-baranjske županije  Arhivirana inačica izvorne stranice od 22. svibnja 2016. (Wayback Machine)
- Nogometni savez Sisačko-moslavačke županije
- Varaždinski nogomet  Arhivirana inačica izvorne stranice od 11. veljače 2009. (Wayback Machine)
- Županijski nogometni savez Virovitičko-podravske županije
- Nogometni savez zagrebačke županije